# 德懷特 (內布拉斯加州)
德懷特（英語：Dwight）是位於美國內布拉斯加州巴特勒縣的村。

## 人口
根據2020年美國人口普查的數據，德懷特的面積為0.62平方千米，皆為陸地。當地共有人口229人，而人口密度為每平方千米369人。